# Tortriciforma viridissima
Tortriciforma viridissima är en fjärilsart som beskrevs av Walter Karl Johann Roepke 1948. Tortriciforma viridissima ingår i släktet Tortriciforma och familjen trågspinnare. Inga underarter finns listade i Catalogue of Life.